# Miejski Program Pilotażowy Reformy Administracji Publicznej
Miejski Program Pilotażowy Reformy Administracji Publicznej – program pilotażowy przygotowany i wdrożony w ramach prac nad reformą administracji publicznej w Polsce, w ramach którego około 40 dużych samorządów miejskich przejęło od administracji państwowej wykonywanie zadań publicznych mających docelowo stać się zadaniami samorządu powiatowego.

## Charakter programu pilotażowego
Miejski Program Pilotażowy został przygotowany przez Michała Kuleszę, Pełnomocnika Rządu do spraw Reformy Administracji Publicznej powołanego przez rząd Hanny Suchockiej (1992–1993) uchwałą z 13 października 1992 r. m.in. w celu przygotowania reformy powiatowej. W ramach prach Pełnomocnika przygotowano również opracowanie pt. Założenia i kierunki reformy administracji publicznej, a także liczne projekty legislacyjne i organizacyjne oraz projekt mapy powiatowej (320 powiatów) i trzy kierunkowe warianty podziału wojewódzkiego. Faktycznie jednak jesienią 1993 r., po ukształtowaniu się parlamentarnej koalicji PSL–SLD i wyłonieniu rządu Waldemara Pawlaka (PSL) reforma powiatowa została wstrzymana.
Program pilotażowy realizowany był w latach 1993–1995 pomimo zmian na scenie politycznej związanych z upadkiem rządu i wyborami parlamentarnymi.
Przejęcie zadań odbyło się w drodze umów między Radą Ministrów a miastami, zawieranych na podstawie rozporządzenia Rady Ministrów z 13 lipca 1993 r., co znalazło następnie odzwierciedlenie w art. 17 ustawy budżetowej na 1994 r.
Umowy miast (samorządów gminnych) z Radą Ministrów o przekazaniu im realizacji zadań były zawierane dobrowolnie i różniły się między sobą. Przykładowo Kraków od 1994 r. przejął wykonywanie zadań z zakresu gospodarki gruntami, prawa geodezyjnego, zarządzania drogami, pomocy społecznej, służby zdrowia, kultury, szkolnictwa ponadpodstawowego i administracji specjalnej. Z niektórych z nich wycofał się później z powodu braku porozumienia co do przekazania gminie właściwych środków finansowania tych zadań.
Od 1 stycznia 1996 r. Program Pilotażowy został zastąpiony ustawą z dnia 24 listopada 1995 r. o zmianie zakresu działania niektórych miast oraz o miejskich strefach usług publicznych, na podstawie której uruchomiano także pilotaż powiatu ziemskiego (miejska strefa usług publicznych). Samorząd powiatowy został wprowadzony ostatecznie z dniem 1 stycznia 1999 r., w ramach ustaw drugiego etapu reformy administracyjnej, przyjętych w 1998 r.